# North-Arm-Pulvermagazin

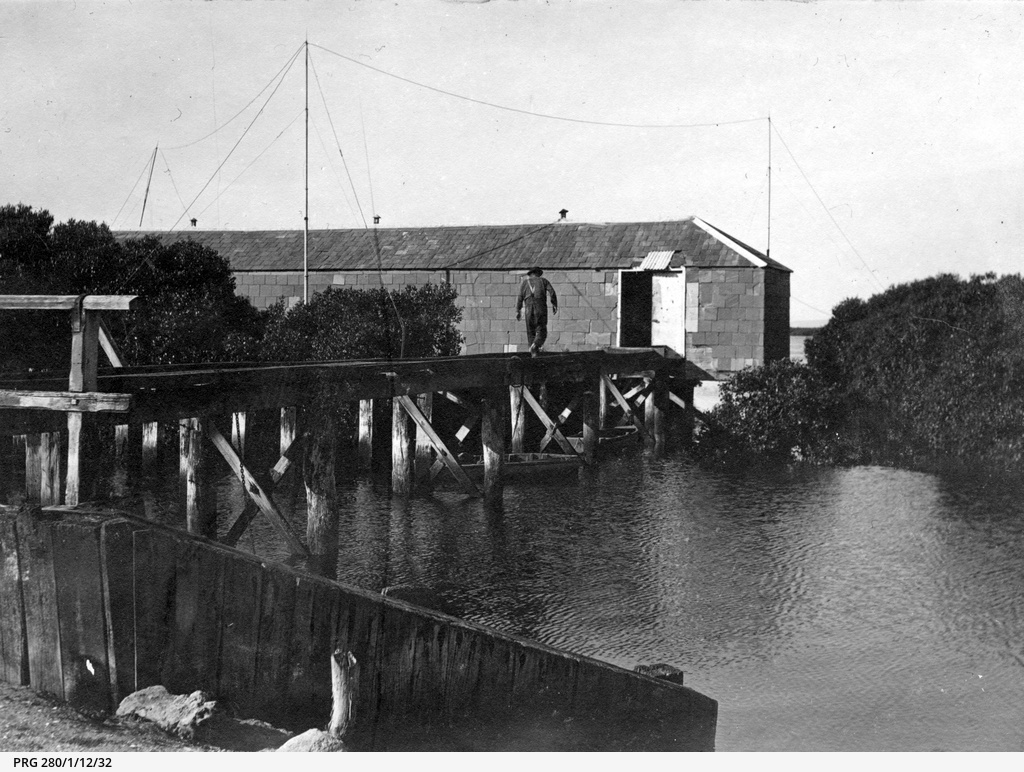
Das North Arm Powder Magazine

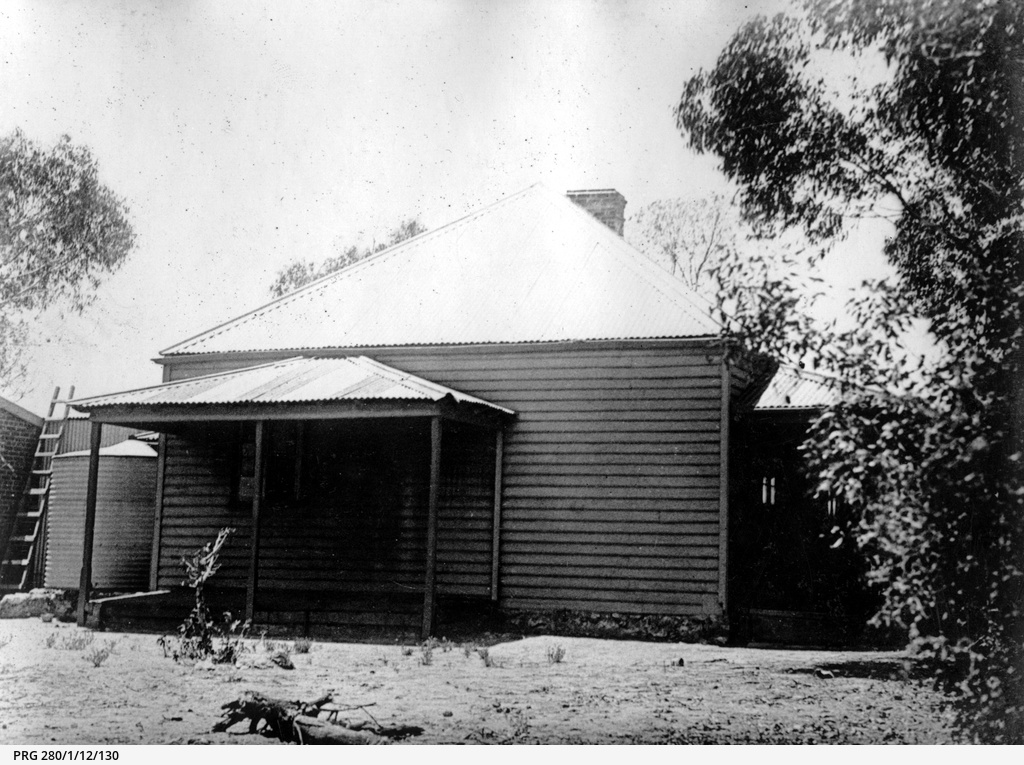
Das Wohnhaus des Wachdienstleiters

Das North-Arm-Pulvermagazin war von 1858 bis 1906 ein Gefahrstofflager für Dynamit und Sprenggelatine bei Port Adelaide in Australien.

## Lage
Es lag in Gillman bei Port Adelaide am North Arm des Port River nur neun Meter entfernt von der North Arm Bridge. Dort wurden in einem mit Schieferschindeln gedeckten Holzgebäude und in zwei im Magazine Creek verankerten Hulks Sprengstoffe, die im Bergbau und von der Bauindustrie eingesetzt wurden, gelagert. Einer der Hulks war ein ehemaliger Bagger aus dem Jahr 1852 und der andere ein früherer Leichter. Die Lagerung wurde als riskant eingestuft, weil sie im Fall einer Explosion voraussichtlich die neue Brücke und die wachsenden Vorstadtsiedlungen beschädigt hätten.

## Gebäude
Das North-Arm-Pulvermagazin wurde 1858 durch die Regierung gebaut. Es handelte sich wegen seiner sumpfigen Lage am Creek um einen hölzernen Leichtbau auf hölzernen Pfählen. Erst später wurde diese Bauweise generell empfohlen, weil sie im Falle einer Explosion die Kollateralschäden durch herumfliegende Trümmer vermeidet.
Da es in der Nähe der neu gebauten Brücke und einiger Wohnhäuser lag, wurden bereits zehn Jahre nach Inbetriebnahme die ersten Forderungen für eine Verlagerung geäußert. Es wurde aber erst 1906 außer Betrieb genommen, nachdem die Sprengstoffe in das neu errichtete Dry-Creek-Sprengstofflager umgelagert worden waren. Das Gebäude wurde 1916 abgerissen, und heute sind davon keine sichtbaren Überreste sichtbar.